# Placówka Straży Celnej „Tarnowa Łąka”

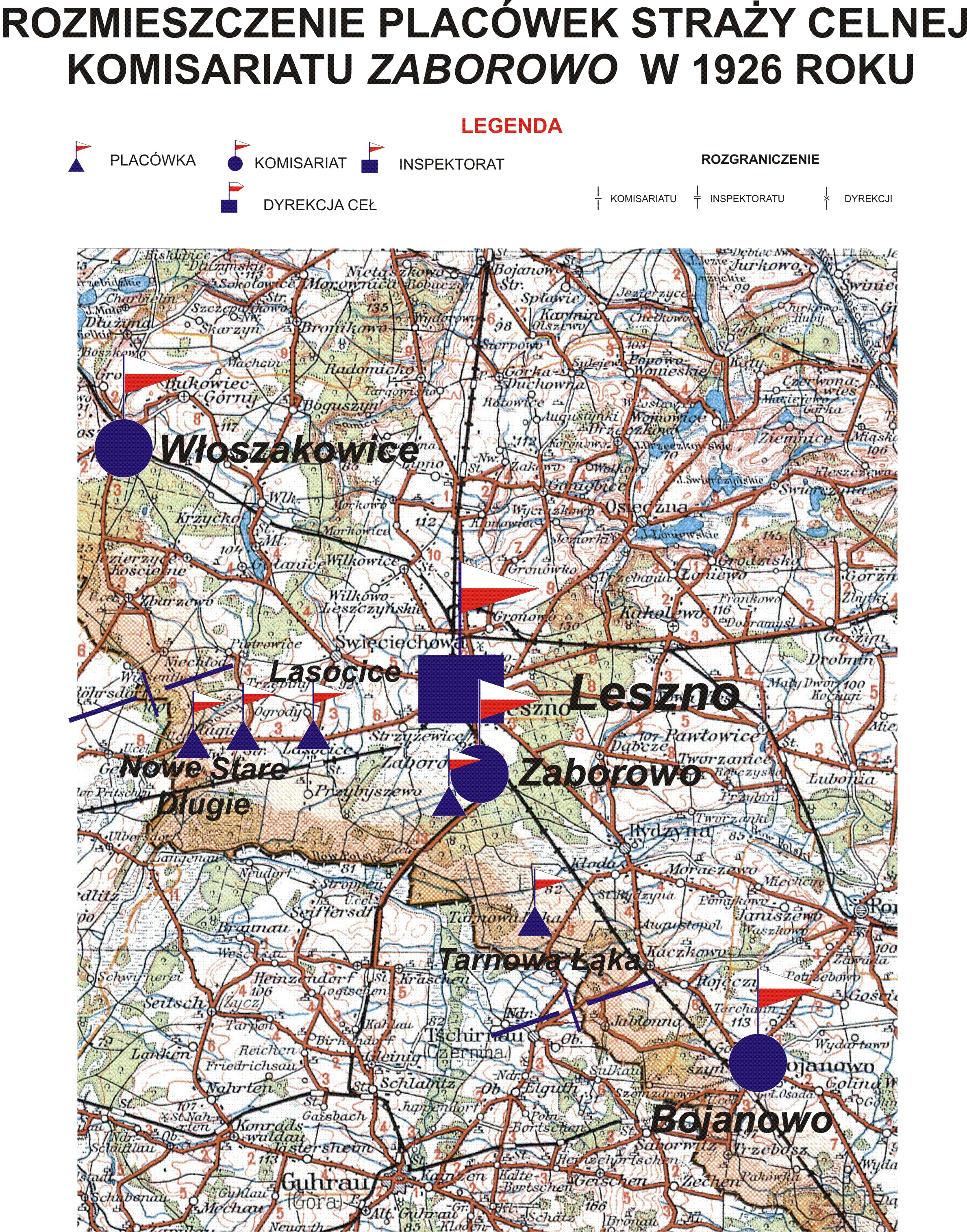
Rozmieszczenie placówek Straży Celnej Komisariatu Zaborowo w 1926

Placówka Straży Celnej „Tarnowa Łąka” – jednostka organizacyjna Straży Celnej pełniąca w okresie międzywojennym służbę ochronną na granicy polsko-niemieckiej.

## Formowanie i zmiany organizacyjne
Na wniosek Ministerstwa Skarbu, uchwałą z 10 marca 1920 roku, powołano do życia Straż Celną. Od połowy 1921 roku jednostki Straży Celnej rozpoczęły przejmowanie odcinków granicy od pododdziałów Batalionów Celnych. W 1921 roku w Bojanowie stacjonował sztab 4 kompanii 17 batalionu celnego. Kompania wystawiała między innymi placówkę w Tarnowej Łące. Proces tworzenia Straży Celnej trwał do końca 1922 roku. Placówka Straży Celnej „Tarnowa Łąka” weszła w podporządkowanie komisariatu Straży Celnej „Zaborowo” z Inspektoratu SC „Leszno”.
W drugiej połowie 1927 roku przystąpiono do gruntownej reorganizacji Straży Celnej. W praktyce skutkowało to rozwiązaniem tej formacji granicznej. Ochronę północnej, zachodniej i południowej granicy państwa przejęła powołana z dniem 2 kwietnia 1928 roku Straż Graniczna.
Rozkazem nr 3 z 25 kwietnia 1928 roku w sprawie organizacji Wielkopolskiego Inspektoratu Okręgowego dowódca Straży Granicznej gen. bryg. Stefan Pasławski powołał komisariat Straży Granicznej „Leszno”. Placówka Straży Granicznej I linii „Tarnowa Łąka” znalazła się w jego strukturze.

## Funkcjonariusze placówki
Kierownicy placówki
| stopień    | imię i nazwisko, numer | okres pełnienia służby | kolejne stanowisko |
| ---------- | ---------------------- | ---------------------- | ------------------ |
| przodownik | Teodor Heinze (1110)   | był w 1926             |                    |

Obsada personalna placówki w 1926:
- przodownik Teodor Heinze (1110)
- starszy strażnik Piotr Kiepś (1136)
- starszy strażnik Leon Michalski (1401)
- starszy strażnik Stanisław Mikołajczak (104)
- strażnik Michał Tomaszczak (1319)
- strażnik Michał Karpiński (1149)
- strażnik Jan Stiller (2700)
- strażnik Franciszek Panowicz (1248)
- strażnik Stanisław Kowalski (1158)